# Weibin (Xinxiang)
Weibin (en chino, 卫滨; pinyin, Wèibīn) es un distrito urbano bajo la administración directa de la Prefectura  Xinxiang  en la Provincia de Henan, República Popular China.  Su área es de 64 km² y su población total para 2010 superó los 230 mil  habitantes. 

## Administración
Desde junio de 2020, el  Distrito Weibin   se divide en 8 pueblos  administrados  en 7 subdistritos y 1   poblado.

## Toponimia
El topónimo Weibin [/uéi-bin/] significa "las orillas del Wei". El río Wei (卫河) baña el distrito y toma su nombre.